# Manuel José da Nóbrega Camisão
Manuel José da Nóbrega Camisão (Lagos, Santa Maria, 27 de Julho de 1799 — Lisboa, 25 de Agosto de 1872) foi um militar e político português.

## Família
Filho de Domingos da Nóbrega Botelho, de Serpa, e de sua mulher Ana Acúrcia Pereira de Araújo e Sousa ou Ana Maria Pereira de Araújo Corte-Real, de Lagos, neto paterno de Manuel José da Nóbrega Botelho e de sua mulher Maria Teresa Botelho de Meneses, e neto materno de Roque Landeiro Pereira de Araújo e Sousa ou Landeiro Pereira de Sousa e de sua mulher Ana de Borja de Montoja (14 de Outubro de 1712 - ?). Era irmão mais novo de Roque Landeiro da Nóbrega Camisão (Lagos, Santa Maria, 1796 - Silves, São Bartolomeu de Messines, 15 de Outubro de 1828), solteiro e sem geração.

## Biografia
Tenente do Regimento de Infantaria n.º 4, Capitão, Cavaleiro Fidalgo da Casa Real por Alvará de 27 de Fevereiro de 1839, Vereador da Câmara Municipal de Vila Viçosa de 1837 a 1841 e reeleito de 1841 a 1845 e Presidente da Câmara dos Vereadores, aliás, da Câmara Municipal de Vila Viçosa em 1848.

## Casamento e descendência
Casou a 24 de Abril de 1836 com Inês Emília de Sousa da Câmara de Lancastre e Meneses ou apenas de Sousa da Câmara (bap. Évora, São Mamede, 11 de Julho de 1805 — Vila Viçosa, São Bartolomeu, 1 de Abril de 1842), Senhora da Casa dos de Sousa da Câmara, em Vila Viçosa, única filha de Francisco Pereira da Silva de Sousa e Meneses (tio paterno do 1.º Visconde de Bertiandos e 1.º Conde de Bertiandos e irmão do 1.º Visconde de São Gil de Perre, 1.º Conde de Terena e 1.º Marquês de Terena) e de sua segunda mulher Inácia Caetana Xavier de Aragão e Castro de Sousa da Câmara ou Inácia Xavier Caetana de Aragão Castro e Refóios, Senhora da Casa dos de Sousa da Câmara, em Vila Viçosa, de quem teve três filhos e uma filha: 
- Francisco Camisão (bap. Vila Viçosa, São Bartolomeu, 6 de Fevereiro de 1837 — Vila Viçosa, São Bartolomeu, 2 de Agosto de 1837)
- Francisco Pereira da Nóbrega de Sousa da Câmara (bap. Vila Viçosa, São Bartolomeu, 24 de Abril de 1838 — 3 de Julho de 1851)
- António Pereira da Nóbrega de Sousa da Câmara (Vila Viçosa, São Bartolomeu, 21 de Junho de 1840, bap. Vila Viçosa, São Bartolomeu, 13 de Julho de 1840 — Vila Viçosa), Senhor da Casa dos de Sousa da Câmara, em Vila Viçosa, exímio caçador, lavrador, bibliófilo e colecionador de arte, que teve de Carolina Josefa Varela da Silva Cordeiro, filha de Joaquim da Silva Cordeiro e de sua mulher Joana Josefa Serrate Varela, um filho: 
  - Manuel de Sousa da Câmara (Lisboa, Anjos, 18 de Novembro de 1871 - Lisboa, 23 de Abril de 1955)
- Maria (Vila Viçosa, São Bartolomeu, c. 1841 — Vila Viçosa, São Bartolomeu, 23 de Março de 1843)